# Deval Patrick
Deval Laurdine Patrick (Chicago, 31 de julho de 1956) é um político estadunidense e foi governador do Estado de Massachusetts de 2007 a 2015. Em 7 de novembro de 2006, Patrick se converteu na primeira pessoa da raça negra elegida para o cargo de governador de Massachusetts e o segundo governador negro em toda a história do país. Foi eleito com 56% dos votos, com 20 pontos de vantagem sobre sua adversária, Kerry Healy. Tomou posse de seu cargo em janeiro de 2007. Está casado com Diane Patrick e tem duas filhas, Sarah e Katherine. É filiado ao Partido Democrata.